# Останній бій Ревучого Тигра

Томас Еліот використав низку назв сіл і міст вздовж річки Темзи, щоб надати віршу характерну особливість

«Останній бій Ревучого Тигра» (англ. Growltiger's Last Stand) — вірш Томаса Еліота; один з віршів збірки «Котознавство від Старого Опосума» (1939). Ревучий Тигр як персонаж також зустрічається у мюзиклі «Коти» Ендрю Ллойда Веббера. Вірш розповідає про те, як Ревучий Тигр зустрічає свою лиху долю у найменш очікуваний момент. Його зображено як кота-бандита, що промишляє на баржі та тероризує мешканців вздовж річки Темза від Ґрейвсенда до Оксфорда. Його жертвами стають домашні господарства, канарки, гуси, кури, а також пікінес, «що гуляв, мов пан, коло ріки», і бандикут, «що зійшов з чужинського судна». Ревучий Тигр зазвичай уявляється як пірат, проте на пряму у вірші про це не згадується. Він втратив око і шматок вуха, яке йому відкусив сіамський кіт.
Англійський композитор Гамфрі Серл написав однойменну музичну адаптацію — «Останній бій Ревучого Тигра» — як другу частину композиції «Two Practical Cats» для наратора, флейти, віолончелі та гітари.

## «Коти»
У мюзиклі «Коти» Ендрю Ллойда Веббера вірш використано практично дослівно, виконаного у формі пісні, за виключенням однієї строфи.
Пісня виконується як спогади Ґуса, Театрального Кота, який «колись вже виконав роль Ревучого Тигра і може повторити це ще раз». У більшості постановок, актор, що виконує роль Ґуса згодом перевтілюється на Ревучого Тигра, а Ґусова партнерка Джелла-цариця своєю чергою грає роль Ґрідлбоун, коханої Ревучого Тигра. Суднову команду на сцені зображують актори з піратським умундируванням поверх їхніх котячих костюмів.
Існують дві пісні, яку Ревучий Тигр і Ґрідлбоун співають у дуеті. Під час оригінальної лондонської постановки, вони співали неопублікований вірш Еліота під назвою «The Ballad of Billy M'Caw». У нью-йоркській постановці виконувалася італійська арія «In Una Tepida Notte».
Після виконання пісні, на Ревучого Тигра нападають сіамці під проводом Чингіза (Ґілберта в оригінальній лондонській постановці та вірші Еліота), взявши баржу «на абордаж». Ґрідлбоун вискакує за борт і тікає, а Ревучому Тигру сіамці влаштовують прогулянку по дошці (у нью-йоркській постановці Ревучий Тигр і Чингіз також перед тим б'ються на мечах).
«Останній бій Ревучого Тигра» не з'являється в екранізації 1998 року, де Ґус співає лишень свою оригінальну пісню. Причиною міг стати поважний вік Джона Мілза, який грав роль Ґуса, а також часові обмеження стрічки.
У вірші «Останній бій Ревучого Тигра» Еліот використовує образливе прізвисько китайців — «чінкс», коли говорить про сіамських котів. Перші постановки також використовували це слово, але згодом воно було замінене на «сіамці». Мюзикл часто критикували за те, що актори не азійського походження використовували «стереотипні азійські акценти», коли виконували роль сіамських котів. Станом на 2016 рік, ані британські, ані американські постановки більше не виконують цю пісню на сцені.

## Відомі втілення
Роль Ревучого Тигра на театральній сцені виконували: Стівен Натан, Едді Корбіч, Бронсон Н. Мерфі (Всенаціональний тур по США), Метт Бартлетт, Крістофер І. Сідолі, Стівен Мо Ганан (номінант премії «Тоні» 1983 року), Раян Бейлі, Сал Мінстретта, Натан Морґан, Келлі Робертсон, Білл Ремпс, Етан Джоунз, Джордж Брейнард та Крістофер Скотт.
У фільмі «Кішки» роль Ревучого Тигра зіграв Рей Вінстон.